# Jocimar Nascimento
Jocimar do Nascimiento (Vila Velha, Brasil; 18 de enero de 1979) es un exfutbolista brasileño. Jugaba de delantero y su primer equipo fue Ribeirão Preto.

## Carrera
Jocimar do Nascimiento, más conocido como Jocimar. A lo largo de su carrera, desde que debutó en 1998 con Ribeirão Preto, ha tenido la dicha de ser un jugador importante en los clubes que ha participado. No obstante, su mejor paso por el extranjero no iba a ser en Grecia, mucho menos en Guatemala sino en Honduras, donde ya ha marcado más de 60 goles en dicho fútbol con los equipos Deportes Savio, Olimpia, Vida y el Motagua donde actualmente juega, también, equipo que le brindó su primera etapa en el fútbol Catracho.

## Campeón con el Motagua de Honduras
Jocimar donde ha pasado sus mejores momentos sin duda alguna es en el Motagua donde salió campeón de Liga con dicho club en el año 2006, ante su más enconado rival, el Olimpia. Jocimar fue artífice de un gol en la final que ganó el equipo del brasileño 1-3 en aquel partido jugado en San Pedro Sula. También, Jocimar fue campeón con las águilas azules en el campo internacional, donde en el siguiente año (2007) se coronarían campeones en el Estadio Nacional de Tegucigalpa ante el Deportivo Saprissa justamente con un gol suyo, gol que a la larga los iba a coronar campeones de la UNCAF, siendo así Jocimar el héroe de aquella "mágina noche azul".

## Goleador con el Motagua de Honduras
Actualizado al 23 de marzo de 2013
Jocimar ya entró en el podio de los máximos artilleros de toda la historia del Motagua tras llegar a 36 goles en el Torneo Clausura 2012/13, empatando en el décimo lugar a Francisco "Pancho Ra" Ramírez con la misma cantidad.

## Clubes
| Club                          | País      | Año       |
| ----------------------------- | --------- | --------- |
| CA Ribeirão Preto             | Brasil    | 1998      |
| Sociedade Esportiva Matonense | Brasil    | 1998-1999 |
| Oeste Futebol Clube           | Brasil    | 1999-2000 |
| Guaratinguetá Futebol         | Brasil    | 2000-2001 |
| Ionikos FC                    | Grecia    | 2002-2003 |
| Figueirense Futebol Clube     | Brasil    | 2003-2004 |
| Clube Atlético Lages          | Brasil    | 2004      |
| Esporte Clube Sao Bento       | Brasil    |           |
| União São João Esporte Clube  | Brasil    | 2005-2006 |
| Guaratinguetá Futebol         | Brasil    | 2006      |
| Club Deportivo Motagua        | Honduras  | 2006-2009 |
| Club Deportivo Olimpia        | Honduras  | 2009-2010 |
| Club Deportivo Suchitepéquez  | Guatemala | 2010-2011 |
| Club Deportivo Vida           | Honduras  | 2011      |
| Deportes Savio                | Honduras  | 2012      |
| Club Deportivo Motagua        | Honduras  | 2012-2013 |

- Datos: Q6207266